# Haplohymenium magnirete
Haplohymenium magnirete là một loài rêu trong họ Thuidiaceae. Loài này được Sakurai mô tả khoa học đầu tiên năm 1951.
Danh pháp khoa học của loài này chưa được làm sáng tỏ. 